# Astragalus minshanensis
Astragalus minshanensis är en ärtväxtart som beskrevs av Kun Tsun Fu. Astragalus minshanensis ingår i släktet vedlar, och familjen ärtväxter. Inga underarter finns listade i Catalogue of Life.